# Житлово-комунальне господарство Закарпатської області

## Загальна характеристика
Житлово-комунальне господарство в наш час[коли?] залишається однією з найменш сучасно оснащених галузей господарства. Залишковий принцип фінансування галузі впродовж останніх років призвів до суттєвого загострення проблем. Недостатність власних обігових коштів підприємств призвела до погіршення технічного стану об’єктів, зношеності основних фондів, підвищення аварійності об’єктів житлово-комунального господарства.

### Житловий фонд області
На сьогодні зберігається тенденція погіршення технічного стану наявного житлового фонду місцевих рад, значна частина якого потребує реконструкції та капітального ремонту.
Нормативна потреба в коштах для проведення капітального ремонту житлового фонду становить близько 28 млн грн. щорічно. Запланові витрати на ці цілі у 2009 році становлять близько 32 відс. від нормативної потреби. Фактично за 10 місяців 2009 року видатки склали 1251,5 тис. грн., що становить 43,6 відс. від запланованого.

### ОСББ
Виконання заходів реформування житлової галузі, направлених на забезпечення сталого функціонування житлового господарства здійснюється повільно. В області зареєстровано та функціонує всього 75 об’єднань, які обслуговують 80 будинків загальною площею 132,9 тис. кв. метрів. У І півріччі 2009 року в області було створено 16 нових об’єднань, але цього недостатньо для створення ефективної системи управління житловим фондом.

### Водопровідні мережі
Зношеність  основних  фондів  у  водопровідно-каналізаційному  господарстві  сягає    39  відсотків. Частка ветхих та аварійних мереж становить 444,5 км або 26,7 відс., з них водопровідних мереж - 339,9 км, або 33,3 відс., мереж водовідведення - 104,6 км, або 16,2 відсотків.
В області невідкладної заміни потребують 239,0 км водопровідних мереж, або    23,5 відс., 11 каналізаційних очисних споруд та 4 насосних станцій знаходяться в аварійному стані та потребують відновлення.
Значною проблемою залишається надмірне та неефективне використання енергетичних ресурсів. Має місце понаднормативне споживання підприємствами вопровідно-каналізаційного господарства енергетичних ресурсів через застаріле енергетичне обладнання та втрати питної води під час її транспортування. Нераціональні витрати та втрати питної води у зовнішніх мережах по області досягли в цілому 44,1 відсотка. Енергетична складова у собівартості питної води та очищення стічних вод у середньому по області досягає 35,3 відсотка.
На ремонт та реконструкцію об’єктів водопровідно-каналізаційного господарства у 2009 році було спрямовано кошти у сумі 1738,0 тис. грн., у тому числі: за рахунок коштів з місцевого бюджету (1103,3 тис.грн.) проводились роботи з реконструкції водопровідних мереж у містах Ужгород, Мукачево, Свалява та Хуст; за рахунок коштів підприємств та інших джерел фінансування виконувалися роботи з реконструкції водопроводу у Великоберезнянському районі на суму 634,7 тис.гривень.

### Каналізаційні мережі та споруди
Частка ветхих та аварійних мереж мереж водовідведення - 104,6 км

### Теплопостачання
Впродовж  останніх років має місце зменшення обсягів споживання послуг з централізованого теплопостачання. Облаштовані модульні міні котельні для установ бюджетної сфери, 65 відс. населення встановило автономне опалення. Впровадження індивідуальних систем опалення призвело до розбалансування системи централізованого теплопостачання через зменшення навантаження по відношенню до встановленої потужності на котельнях.
Разом з тим, підприємствами комунальної теплоенергетики проведена відповідна робота з підготовки котелень, центральних теплових пунктів та теплових мереж до роботи в осінньо-зимовий період 2009/2010 років.
З п’яти міст області, де є централізоване теплопостачання, у трьох містах розроблені оптимізовані схеми теплопостачання, а в містах Виноградів і Ужгород, де відсоток переходу на автономне опалення складає відповідно більше 50 та 80 відс. і процес відключення продовжується.
Для ефективнішого спрямування коштів на технічне переоснащення об’єктів теплопостачання обов’язковим критерієм відбору визначено наявність оптимізованих схем централізованого теплопостачання населених пунктів.

### Благоустрій
- У сфері благоустрою та комунального обслуговування в області проводиться недостатня робота зі створення ринкових умов та розвитку конкурентного середовища. Не відповідають санітарним нормам близько половини полігонів для твердих побутових відходів. щороку утворюється значна кількість несанкціонованих сміттєзвалищ. Є проблеми у сфері поховання та ритуального обслуговування.

## Основні проблемні питання
- складний фінансово-економічний стан галузі через невідповідність діючих тарифів на житлово-комунальні послуги рівню економічно обґрунтованих витрат на виробництво та надання цих послуг унаслідок постійного росту вартості енергетичних та матеріальних ресурсів;
- недостатній рівень розрахунків споживачів за отримані житлово-комунальні послуги;
- значна зношеність основних фондів підприємств галузі, використання фізично і морально застарілого обладнання, що призводить до понаднормативних витрат палива та електроенергії;
- недостатність коштів на розвиток галузі.